# Maurice Letchford
Maurice Letchford (Pretoria, Sudáfrica, 1908-1965) fue un deportista canadiense de origen sudafricano especialista en lucha libre olímpica donde llegó a ser medallista de bronce olímpico en Ámsterdam 1928.

## Carrera deportiva
En los Juegos Olímpicos de 1928 celebrados en Ámsterdam ganó la medalla de bronce en lucha libre olímpica estilo peso wélter, siendo superado por el finlandés Arvo Haavisto (oro) y el estadounidense Lloyd Appleton (plata).